# Kakapo
Kakapo hay vẹt cú (Māori: kākāpō, nghĩa là vẹt đêm), danh pháp hai phần: Strigops habroptilus, là một loài chim trong họ Strigopidae. Nó là một loài vẹt không bay được đặc hữu New Zealand.

## Phân loại và đặt tên
Kakapo được nhà điểu học người Anh George Robert Gray mô tả lần đầu năm 1845. Tên khoa học của nó xuất phát từ tiếng Hy Lạp cổ đại, tên chi (Strigops) strix, sở hữu cách strigos "cú", và ops "mặt", tên loài (habroptilus) habros "mềm", và ptilon "lông vũ". Nghiên cứu phát sinh chủng loài hiện nay đã chứng minh vị trí độc nhất của Kakapo trong chi Strigops cũng như với các họ hàng gần nhất là vẹt caca New Zealand và vẹt Kea (cả hai đều thuộc chi Nestor). Chúng được coi là thuộc về liên họ Strigopoidea (= Nestoroidea) Kakapo cũng được đề xuất đặt trong họ Strigopidae.
Một số tác giả cho rằng tổ tiên chung của kakapo và Nestor bị cô lập với các loài vẹt còn lại khi New Zealand tách ra khỏi siêu lục địa Gondwana, khoảng 80-85 triệu năm trước và khoảng 70 triệu năm trước thì kakapo rẽ khỏi chi Nestor. Tuy nhiên, ngay trong Wright et al. (2008) thì các tác giả cũng đưa ra một số liệu thời gian khác cho sự tách ra của tổ tiên chung của kakapo + Nestor khỏi các dạng vẹt khác là 50 triệu năm trước và điều này là khá phù hợp với các kết quả phân tích của Jarvis et al. (2014) khi cho rằng Psittaciformes tách ra khỏi Passeriformes khoảng 55 triệu năm trước.

## Bảo tồn
Kakapo là loài cực kỳ nguy cấp, tính đến tháng 6 năm 2016, chỉ 154 cá thể đang sống được biết đến, hầu hết trong số đó đã được đặt tên gọi. Sự vắng mặt của động vật ăn thịt khiến loài này mất khả năng bay. Do quá trình thực dân hóa của người Polynesia và người châu Âu và họ du nhập những động vật ăn thịt chẳng hạn như mèo, chuột, chồn sương, và chồn ecmin, Kakapo đã gần như bị xóa sổ. Những nỗ lực bảo tồn bắt đầu vào những năm 1890, nhưng không thành công lắm, người ta cũng có kế hoạch phục hồi Kakapo trong những năm 1980. Tính đến tháng 4 năm 2012, những con Kakapo sống sót được bảo tồn trên ba hải đảo không có loài săn mồi, trên các đảo Codfish (Whenua Hou), Anchor và Little Barrier, được giám sát chặt chẽ. Hai đảo lớn Fiordland, Resolution và Secretary, là chủ đề của các hoạt động phục hồi sinh thái quy mô lớn để chuẩn bị tự duy trì hệ sinh thái với môi trường sống thích hợp cho các con Kakapo.